# Teutons

Els Teutones al seu territori original, a Jutlàndia

Els teutons (en llatí Teutones, en grec antic Τεύτονες) van ser un dels pobles germànics que habitaven a les vores del Danubi.
Els teutons apareixen a la historia l'any 113 aC quan van sortir de l'Alt Rin i Pannònia on havien viscut els darrers deu anys i van acompanyar als cimbres (probablement celtes) en el seu atac a la Gàl·lia. Després de derrotar els romans en diverses batalles, els cimbres van arribar fins a Hispània i els Teutons es van instal·lar a la Gàl·lia on es van unir amb els ambrons. L'any 102 aC Gai Mari els va derrotar en una gran batalla prop d'Aquae Sextiae, on es diu que van morir cent mil teutons i uns vuitanta o noranta mil van caure presoners. Es diu que uns sis mil homes que van quedar vius es van establir a la regió entre els rius Mosa i Escalda, i van ser l'origen dels atuàtucs. En parlen Titus Livi, Gai Vel·lei Patèrcul, Luci Anneu Flor, Juli Cèsar i Pau Orosi. Després d'aquesta derrota no se'n parla durant un temps.
Pomponi Mela, Plini el Vell i Claudi Ptolemeu parlen d'una tribu germànica anomenada tentones, que situen en un districte al nord-oest d'Alemanya, al nord del riu Elba (Albis), però no se sap si aquests tentones eren una branca dels teutons (o a l'inrevés), o bé es tracta de dos pobles diferents. L'opinió general és que els teutons devien ser la branca dels tentons que va emigrar cap al sud probablement a causa d'inundacions o altres calamitats, fins al punt que els que es van quedar al seu país van ser una minoria.
La paraula s'ha usat com a sinònim de tribu germànica o d'alemany, ja que la seva arrel significa 'poble', però ni els romans ni els germànics utilitzaven la paraula «teutons» per referir-se en general als germànics. El nom dels teutons es troba encara a Teutenwinkel, un llogaret prop de Rostock i Teutendorf, entre Travemünde i Schwartau, a més del famós bosc de Varus (Teutoburger Wald o Teutobergienses Saltus).
Hi ha un orde religiós anomenada Orde Teutònic que formaven cavallers alemanys que van participar en les croades i que van posseir territoris principalment a Prússia, i per això els prussians són a vegades anomenats teutons.